# Амэцути-но ута
Амэцути-но ута (яп. 天地の歌 букв. «песнь неба и земли») или Амэцути-но котоба (天地の詞) — форма японской классической поэзии, зародившийся в 9 веке н. э. Представляет собой панграмму, которая впервые появилась в сборнике поэзии Минамото-но Ситаго (911—983).

## История развития
Этот жанр в основном использовался в качестве учебно-мемонической песни-считалки до конца эпохи Хэйан, когда в конце XI века её заменила другая более распространенная алфавитная песня — Ироха. Амэтцути-но ута несла в себе не только литературную, но и обучающую функцию как пособие для изучения алфавита. С первой половины X века амэцути-но ута использовалась в качестве основы для поэм куцукаммури. Такие поэмы складывались по принципу акротелестиха. С помощью записи амэцути-но ута горизонтально сверху и снизу листа, в центре между ними вписывался стих классического размера танка. Первый и последний слоги заимствовались, соответственно, из амэцути-но ута.
Считается, что на форму Амэцути-но ута оказал влияние китайский мнемонический текст «Тысячесловие», состоящий из тысячи неповторяющихся иероглифов, записанных по 8 в строку. В этом также прослеживается заимствование, так как для японской поэзии размер в 8 слогов был нетипичен.

## Характерные особенности
Амэцути-но ута состояла из 48 слогов по числу силлабем позднего старояпонского языка. Она представляла собой мнемоническую песню-считалочку, знаки которой не повторялись, а слоговая панграмма состояла из слов, представляющих собой части двух вселенных — неба и земли. Такими словами были: небо, земля, горы, деревья, звёзды и т. д.

## Текст стихотворения
| Хирагана あめ つち ほし そら やま かは みね たに くも きり むろ こけ ひと いぬ うへ すゑ ゆわ さる おふせよ えの𛀁を なれゐて | Древнее чтение Ame, tuti, fosi, sora, Yama, kafa, mine, tani, Kumo, kiri, muro, koke, Fito, inu, ufe, suwe, Yuwa, saru, ofuseyo, E-no ye-wo nare wite. | Кандзи и хирагана 天 地 星 空 山 川 峰 谷 雲 霧 室 苔 人 犬 上 末 硫 黄 猿 生ふせよ 榎の枝を馴れ居て |

| Современное чтение Амэ, цути, хоси, сора, Яма, кава, минэ, тани, Кумо, кири, муро, кокэ, Хито, ину, уэ, суэ, Юва, сару, о: сэё, Э-но э-о нарэ итэ | Перевод Небо, земля, звезды, воздух, Горы, реки, хребты, долины, Облака, туман, пещеры, мхи, Люди, псы, первый, последний, Сера, обезьяна, расти, Дерева ветки осваивая! |

Знаки, выделенные красным, не используются в современном японском языке, выделенный зелёным знак изменил чтение. В тексте не представлен знак ん, появившийся позже создания как «Амэцути-но ута», так и «Ирохи».